# Эпань
Эпа́нь (фр. Épagne) — коммуна во Франции, находится в регионе Шампань — Арденны. Департамент — Об. Входит в состав кантона Бриен-ле-Шато. Округ коммуны — Бар-сюр-Об.
Код INSEE коммуны — 10138.
Коммуна расположена приблизительно в 165 км к востоку от Парижа, в 65 км южнее Шалон-ан-Шампани, в 31 км к востоку от Труа.

## Население
Население коммуны на 2008 год составляло 109 человек.
| 1962 | 1968 | 1975 | 1982 | 1990 | 1999 | 2008 |
| ---- | ---- | ---- | ---- | ---- | ---- | ---- |
| 137  | 144  | 126  | 105  | 107  | 102  | 109  |

## Администрация
| Период | Период | Фамилия        | Партия | Примечания |
| ------ | ------ | -------------- | ------ | ---------- |
| 2001   | 2008   | Жорж Террас    |        |            |
| 2008   |        | Франсис Дуазле |        |            |

## Экономика
В 2007 году среди 69 человек в трудоспособном возрасте (15—64 лет) 54 были экономически активными, 15 — неактивными (показатель активности — 78,3 %, в 1999 году было 71,4 %). Из 54 активных работали 47 человек (29 мужчин и 18 женщин), безработных было 7 (3 мужчины и 4 женщины). Среди 15 неактивных 5 человек были учениками или студентами, 4 — пенсионерами, 6 были неактивными по другим причинам.